# Very Nice, Very Nice
Very Nice, Very Nice est un court métrage d'avant-garde réalisé en 1961 par Arthur Lipsett

## Synopsis
La grande ville moderne. Agitée. Étouffante. Sous l'empire d'une folie permanente... que le citadin ne perçoit que confusément. La foule qui déambule dans tous les sens... et pourtant la solitude.
Une cacophonie de sons et d'images... décousues qui s'agrègent, paradoxalement en un concerto inédit.

## Fiche technique
- Titre original et français "Very Nice Very Nice"
- Genre : Court métrage d'avant-garde
- Conception et réalisation : Arthur Lipsett
- Origine : Canada
- Producteurs : Tom Daly, Colin Low
- Production : Office National du Film du Canada
- Distribution (É.U.): Kingsley-International Pictures (en)
- Procédé : 35 mm (positif & négatif), Noir et blanc, son monographique
- Durée : 7 minutes une seconde
- Sortie en France : décembre 1961 (Journées Internationales du Court Métrage de Tours)

## Production
La bande sonore de ce film expérimental est composée d'une série de sons tirés de séquences filmées trouvées dans les chutiers de l'ONF et de sons enregistrés par Lipsett avec une enregistreuse Stellavox Candid entre le 11 et le 18 juillet 1961,. Lipsett crée un collage cinématographique en associant à la bande sonore diverses images, dont des photographies prises lors de voyages à New York, Paris et Londres,.

## Réception
Le 31 mai 1962, Stanley Kubrick écrit au cinéaste pour lui faire part de son admiration : Very Nice, Very Nice est « une des utilisations de l’écran et de la bande sonore les plus imaginative et les plus intelligente que j’aie jamais vue ». Cette lettre fait partie du Fonds d’archives d’Arthur Lipsett déposé à la Cinémathèque québécoise,,.

## Distinctions
- 1962 : Nomination à l'Oscar du meilleur scénario (catégorie court métrage)[7]